# Базужеська блакитна порода
Базужеська блакитна порода (фр. Bleue de Bazougers) — вузьколокальна нечисленна порода великої рогатої худоби м'ясного напряму продуктивності, що її було виведено у 19 столітті на заході Франції схрещуванням бретонської чорно-рябої худоби з фризькою і даремською (теперішньою шортгорнською). Назва породи пов'язана з селом Базуже департаменту Маєнн у регіоні Пеї-де-ла-Луар. Племінну книгу було відкрито у 1998 році.[уточнити] Порода перебуває на межі зникнення. У 2010-х роках налічувалося лише кілька особин цієї породи. У 2015 році було втрачено останню дорослу корову цієї породи.

## Історія
Порода створена в середині 19 століття. Давнім предком базужеської худоби була манська (мансельска) худоба, поширена свого часу навколо Ле-Ману. Вона зникла, залишивши три лінії: мен-анжу, сонуаську і базужеську.
Базужеська порода була локальною породою, поширеною у околицях села Базуже. Вона була доволі популярна у 1930-х роках. Проте ця порода, як й кілька інших порід, стала жертвою політики обмеження кількості порід на користь декількох найбільш продуктивніших порід, здійснюваної у Франції в середині 20 століття з ініціативи генерального інспектора сільського господарства Едмона Кютета (фр. Edmond Quittet). До того налічувалося близько 1600 голів худоби базужеської блакитної породи. З 1960 року поголів'я породи різко знижувалося.
У 2010 році було 3 корови, що утримувалися у двох господарствах, а також 2 бугаї, придатних для природного запліднення, крім того зберігалося сім'я одного бугая для штучного запліднення.
Восени 2015 року було повідомлено про втрату останньої корови базужеської блакитної породи. Корова з кличкою Aurora B (2002 року народження), що утримувалася на станції Національного інститут агрономічних досліджень, стала останньою чистокровною коровою базужеської блакитної породи. Її потомство схрещено з худобою породи прим-голштин.

## Опис
Масть тварин блакитно-сіра, інколи чорна. На череві шерсть біла. Нижні частини кінцівок і китиця хвоста також білі. На лобі часто буває біла пляма, крім того, плями можуть бути навколо очей («окуляри»). Роги короткі, вони мають форму півмісяця, і вони ростуть горизонтально. Роги білі біля основи і темніші на кінчику. Худоба відносно великого розміру. Ноги короткі. Зріст бугаїв становить 150 см, корів — 140 см. Жива маса бугаїв становить 1200 кг, корів — 800 кг. У Національному інституті агрономічних досліджень зберігається сім'я двох бугаїв базужеської породи.

## Виноски
1. 1 2  La Bazougers. Сайт. 23 février 2014. Архів оригіналу за 8 травня 2017. Процитовано січень 2017. (фр.)
2. 1 2 3  Breton Black Pied. // Valerie Porter, Lawrence Alderson, Stephen J.G. Hall, D. Phillip Sponenberg (2016). Mason's World Encyclopedia of Livestock Breeds and Breeding [Архівовано 21 грудня 2016 у Wayback Machine.] (sixth edition). Wallingford: CABI. — P. 140. ISBN 9781780647944. (англ.)
3. 1 2  La dernière vache de Bazougers est morte. 24 décembre 2015. Архів оригіналу за 19 січня 2017. Процитовано січень 2017. [Архівовано 19 січня 2017 у Wayback Machine.] (фр.)
4. 1 2 3 4 5 6  Jean-François VALLÉE (Modifié le 18-12-2015, Publié le 16-12-2015). La dernière vache de Bazougers est morte. Сайт "Ouest-France" http://www.ouest-france.fr. Ouest-France. Архів оригіналу за 31 серпня 2021. Процитовано січень 2017. {{cite web}}: Зовнішнє посилання в |work= (довідка) (фр.)
5. 1 2 3 4  Sophie Bourgeois (26 février 2016). La dernière Bleue de Bazougers est morte. Сайт "Réussir Bovins Viande" http://bovins-viande.reussir.fr/public/index.php. RÉUSSIR. Процитовано січень 2017. {{cite web}}: Зовнішнє посилання в |work= (довідка)[недоступне посилання з серпня 2019] (фр.)